# La grande doccia
La grande doccia (The Big Wash) è un film del 1948 diretto da Clyde Geronimi. È un cortometraggio animato della serie Goofy realizzato, in Technicolor, dalla Walt Disney Productions e uscito negli Stati Uniti il 6 febbraio 1948. A partire dagli anni novanta è più noto con i titoli Un lavaggio difficile e Lavaggio difficile.

## Trama
Pippo lavora in un circo e sta dormendo nel suo minuscolo carrozzone. Viene bruscamente svegliato dall'elefantessa Dolores che reclama la sua colazione. Dopo averle dato una nocciolina, Pippo si accinge a lavare l'elefantessa, che però non vuole affatto saperne di fare il bagno e cerca in ogni modo di sfuggirgli. Complice anche la sua allergia per il sapone, che la fa starnutire, ogni tentativo di Pippo di lavarla fallisce. Alla fine, Pippo finisce in una pozza di fango e Dolores gli fa il bagno, spruzzandogli l'acqua con la sua proboscide.

## Distribuzione

### Edizioni home video

#### VHS
- Cartoons Disney 5 (novembre 1985)
- Sono io... Pippo (marzo 1990)
- VideoParade vol. 6 (aprile 1993)
- A tutto Pippo (aprile 2000)
- Il mio eroe Pippo (marzo 2004)

#### DVD
- Il mio eroe Pippo (marzo 2004)
- Walt Disney Treasures: Pippo, la collezione completa